# NGC 1720
NGC 1720 (również PGC 16485) – galaktyka spiralna z poprzeczką (SBab), znajdująca się w gwiazdozbiorze Erydanu. Odkrył ją Heinrich Louis d’Arrest 30 grudnia 1861 roku.